# Rebel yell
Le rebel yell (littéralement : cri ou hurlement du rebelle) est un cri de guerre nord-américain.

## Origine
L'origine du cri est incertaine.
L'une des théories sur l'origine du rebel yell est qu'il serait né d'un mélange multiethnique. Dans son livre The Rebel Yell: A Cultural History (Le rebel yell, une histoire culturelle), Craig A. Warren émet diverses hypothèses sur l'origine du rebel yell : amérindienne, celte, noire ou subsaharienne, sémitique, arabe ou maure, ou un mélange interethnique. Il met en avant l'idée que le rebel yell serait probablement né d'un mélange multiethnique. Il est décrit par Craig A. Warren comme « essentiellement un cri de guerre celtique, avec un puissant mélange d'ululement arabe, et peut-être, un peu de 'yip-yip-yip' amérindien au tout début. » D'après lui, les ululements exprimés par les peuples de nombreuses cultures du Moyen-Orient et d'Asie peuvent suggérer un lien.
D'après l'historien universitaire tunisien Abdeljelil Temimi, l'ululement arabe a été apporté en Amérique du Nord par les Morisques, où elle s'est combinée avec le cri de guerre celtique apporté par des colons originaires d'Irlande, des Highlands, de la Bretagne et du Nord-Ouest de l'Espagne.

## Histoire
Pendant la guerre de Sécession aux États-Unis, ce cri de guerre sudiste dit « hurlement du rebelle » fut utilisé lors de l'assaut pendant la bataille. Le son exact de ce cri a été la cause de débats. Au cinéma, il a généralement été résumé par un « Yee-ha ».

## Utilisation
Craig A. Warren souligne que les spécialistes estiment que l'ululement, cri poussé pour célébrer un évènement, est traditionnellement « une expression de célébration et non un cri de guerre », le rebel yell n'entrant donc pas entièrement dans la définition d'ululement bien que possiblement influencé par celui-ci.
Le rebel yell a été utilisé par l'armée des États confédérés pendant la guerre de Sécession. Les soldats confédérés utilisaient le cri lorsqu'ils chargeaient pour intimider l'ennemi et remonter leur propre moral, bien que le cri ait eu de nombreuses autres utilisations. Il existe des clips audio et des séquences filmées de vétérans jouant le cri de nombreuses années plus tard lors de réunions de vétérans de la guerre civile.

## Son
Le son du cri a fait l'objet de nombreuses discussions. Les soldats de la guerre de Sécession, lorsqu'ils entendaient le cri de loin, se moquaient en disant que c'était soit « Jackson, soit un lapin », suggérant une similitude entre le son du cri et le cri d'un lapin. Le cri des rebelles a également été comparé au cri d'un cougar. Dans les médias tels que les films ou les jeux vidéo, le cri est souvent représenté comme un simple "yee-haw" et, dans certaines régions des États-Unis, comme un "yee-ha". Le cri a également été décrit comme similaire aux cris des Amérindiens. John Salmon Ford, dans une interview de 1896 avec Frederic Remington, décrit une charge de ses Texas Rangers dans un village comanche en 1858 et que ses troupes ont poussé le "Texas Yell". Une description dit que c'était un croisement entre un "whoop indien et un wolf-howl"[réf. nécessaire].
Il existe plusieurs enregistrements de vétérans de la guerre de Sécession exécutant le cri. L'un d'eux, tiré d'un film d'actualités de 1938 documentant le 75e anniversaire de la Bataille de Gettysburg, montre plusieurs vétérans confédérés exécutant le cri comme un "Wa-woo-woohoo, wa-woo woohoo" aigu. La Bibliothèque du Congrès possède un film des années 1930 d'une douzaine de vétérans interprétant le yell individuellement et en groupe[réf. nécessaire]. En 1935, un vétéran de Caroline du Nord âgé de 90 ans a été enregistré en train de l'interpréter.
Des unités ont été surnommées en raison de leur capacité apparente à crier pendant la bataille. Le 35e bataillon de cavalerie de Virginie, la "cavalerie de White", reçut le nom de guerre de "Comanches" en raison de la façon dont ils criaient au combat. Étant donné les différences dans les descriptions du cri, il aurait pu y avoir plusieurs cris distincts associés aux différents régiments et à leurs zones géographiques respectives. Cependant, dans le film documentaire Reconvergence, l'historien Waite Rawls, directeur du Museum of the Confederacy, décrit sa longue odyssée pour retrouver des enregistrements du cri. Il a trouvé deux enregistrements historiques de deux soldats différents de deux États différents (infanterie de Caroline du Nord et cavalerie de Virginie), et il affirme qu'ils ont un son presque identique.
Bien qu'il ne s'agisse pas d'une description définitive, ayant été publié quelque 70 ans après la fin de la guerre, le roman classique de Margaret Mitchell sur la guerre de Sécession, Allez avec le vent, présente un personnage qui fait entendre le cri comme un "yee-aay-eee" lorsqu'il apprend que la guerre a commencé. Dans le film Autant en emporte le vent (version cinématographique), en revanche, le cri est un "yay-hoo" aigu répété plusieurs fois en succession rapide.
Dans le documentaire de Ken Burns intitulé "The Civil War", Shelby Foote note que les historiens ne sont pas tout à fait sûrs du son de ce cri, décrit comme "un cri de chasse au renard mélangé à une sorte de cri de banshee". Il raconte l'histoire d'un ancien combattant confédéré invité à prendre la parole lors d'un dîner d'une société de dames. Celles-ci lui demandèrent de leur faire une démonstration du cri rebelle, mais il refusa au motif que ce cri ne pouvait être poussé qu'"au pas de course", et qu'il ne pouvait de toute façon pas l'être avec « une bouche pleine de fausses dents et un estomac plein de nourriture. » Des anecdotes d'anciens soldats de l'Union décrivent le cri en faisant référence à « une sensation particulière de tire-bouchon qui remontait le long de la colonne vertébrale quand on l'entendait », avec le commentaire que "si vous prétendez l'avoir entendu et que vous n'avez pas eu peur, cela signifie que vous ne l'avez jamais entendu". Dans le dernier épisode, une bande sonore d'une réunion d'anciens combattants de la guerre de Sécession dans les années 1930 montre un ancien combattant confédéré qui lance un cri rebelle pour l'occasion, ressemblant à un "wa-woo-woohoo".
Dans son autobiographie intitulée "Ma propre histoire", Bernard Baruch se souvient que son père, ancien chirurgien dans l'armée confédérée, se levait au son de la chanson "Dixie" et poussait le cri des rebelles, quel que soit l'endroit où il se trouvait : « Dès que l'air commençait, maman savait ce qui allait se passer et nous aussi, les garçons. Maman l'attrapait par la queue de cheval et l'implorait : 'Chut, Docteur, chut'. Mais cela ne servait à rien. J'ai vu mon père, ordinairement un modèle de réserve et de dignité, se lever d'un bond au Metropolitan Opera House et pousser ce cri perçant. »
Le cri confédéré avait pour but d'aider à contrôler la peur. Comme l'explique un soldat : « J'ai toujours dit que si jamais je participais à une charge, je ne hurlerais pas ! Mais la première fois que j'ai tiré, j'ai hurlé aussi fort que j'ai pu et j'ai hurlé à chaque respiration jusqu'à ce que nous nous arrêtions. » Jubal Early a dit un jour à des troupes qui hésitaient à charger parce qu'elles n'avaient plus de munitions : L'historien Grady McWhiney (1965).

## Récits contemporains
« Alors surgit cette expression de mort, ce maelström sonore maniaque ; ce bruit pénétrant, râpeux, strident, à glacer le sang, que l'on pouvait entendre à des kilomètres à la ronde et dont le volume atteignait les cieux - une expression telle qu'elle n'est jamais sortie de la gorge d'hommes sains d'esprit, mais d'hommes que le souffle bouillonnant d'un enfer imaginaire n'aurait pas calmé tant que le son aurait duré. »

— Colonel Keller Anderson de la Brigade des orphelins du Kentucky.

« Ce cri est un parangon de description ! Comment il commence profondément et finit haut, comment il s'élève en trois crescendos croissants et s'interrompt avec un ordre de bataille. »

— a Nouvelle-Orléans Times-Picayune reporter

« En un instant, toutes les voix, d'un commun accord, ont vigoureusement crié le " cri des rebelles ", si souvent entendu sur le champ de bataille. Woh-who-ey ! who-ey ! who-ey ! Woh-who-ey ! who-ey !", etc. (La meilleure illustration de ce "vrai cri" que l'on puisse donner au lecteur est de l'épeler comme ci-dessus, en lui indiquant de prononcer la première syllabe "woh" de façon courte et basse, et la deuxième "who" avec une note très aiguë et prolongée qui dévie sur la troisième syllabe "ey."). »

— Colonel Harvey Dew de la 9th Virginia Cavalry, dans Century Illustrated Monthly Magazine (1892)

« Il faisait enfin trop sombre pour combattre.
Puis, sur notre gauche et à l'arrière, quelques hommes de Bragg lancèrent "l'appel des rebelles". Il fut repris successivement et transmis sur notre front, le long de notre droite et à nouveau derrière nous, jusqu'à ce qu'il semble avoir presque atteint son point de départ. C'était le son le plus affreux qu'un mortel ait jamais entendu - même un mortel épuisé et découragé par deux jours de combats acharnés, sans sommeil, sans repos, sans nourriture et sans espoir... »

— Récit du lieutenant de l'époque Ambrose Bierce, 2e brigade, 2e division, XXIe corps, armée du Cumberland, lors de la bataille de Chickamauga (dernières défenses de l'Union sur la crête de Horseshoe, 20 septembre 1863)

« ...les soldats sudistes ne peuvent pas se réjouir, et ce qui passe pour un son jubilatoire est un cri strident et retentissant avec une touche de houppette indienne. »

— William Howard Russell, correspondant de guerre pour The Times

## Dans la culture populaire
- Rebel Yell est le nom d'une marque de bourbon whiskey fabriquée dans le Kentucky. La chanson de Billy Idol Rebel Yell a été nommée d'après le whisky[11].
- Stan Freberg a commencé son enregistrement comique de The Yellow Rose of Texas avec sa version du rebel yell.
- Une approximation du cri peut être entendue dans le film de 1951 L'insigne rouge du courage, avec Audie Murphy.
- Dans le jeu vidéo sur la guerre civile War of Rights, lorsque le moral de l'équipe de l'Union est affaibli, les troupes de l'ASC poussent le cri.